# 静香のコンサート'93 Rise me
『静香のコンサート'93 Rise me』（しずかのコンサート ナインティスリー ライズ・ミー）は、工藤静香の通算6枚目のライブ・ビデオ。1993年10月21日発売。発売元はポニーキャニオン。規格品番：PCVP-51290（VHS）。2007年9月19日にDVD化された。

## 解説
東京ベイNKホールで開催された公演を収録した映像作品。スタジオ・アルバム『Rise me』（1990年4月29日発売、PCCA-00055）を引下げて行われたコンサート・ツアーとなる。当アルバムに収録され、1993年のオリコン年間シングルチャートで第19位にランクインした「慟哭」が収録された。
セットリストのうち、「あなたしかいないでしょ」はCD音源リリースより早く本コンサート・ツアーで初披露されたナンバー。ライブ・ビデオ発売直前の同年10月6日に、通算20枚目のシングルとして発表された。後藤次利作曲のソロ・シングルは、この曲が最後となる。
VHS・LD（PCLP-00478）のほか、2007年9月19日にはソロ・デビュー20周年を記念し、それまでに発表された全ライブビデオを収納したDVD-BOX『Shizuka Kudo THE LIVE DVD COMPLETE BOX』（PCBP-51826）がリリースされ、本作品も初めてDVD化された。

## 収録曲
1. FU-JI-TSU
2. 証拠をみせて
  - 工藤自身が好んで歌う楽曲で、ソロ・デビュー20周年記念ライブ[2]でも披露された。
3. 渇いた花
4. らしくない
  - 工藤本人が作詞・作曲をしたバラード。
5. めちゃくちゃに泣いてしまいたい
6. あなたしかいないでしょ
7. 慟哭
  - フジテレビ系列月9ドラマ『あの日に帰りたい』（1993年1月〜3月）主題歌。
8. 南風!!吹く前に…
9. わたしはナイフ
10. 腕の中のUniverse
11. 永遠の防波堤
  - シングルのカップリング曲の中でも、ステージで披露される機会が多いナンバー。
12. 嵐の夜のセレナーデ
13. 哀しみのエトランゼ
14. Gong
15. 嵐の素顔
16. HOT BODY
17. さよならLONELY これっきりLONELY
18. ぼやぼやできない
19. 抱いてくれたらいいのに

## 関連作品
- ミステリアス - M-12・13
- 静香 - M-1・2
- mind Universe - M-10
- intimate - M-4・
- Rise me - M-3・7・14・16・17
- ミレニアム・ベスト - M-9
- Shizuka Kudo 20th Anniversary the Best - M-1・5・6・7・15・18・19
- 20th Anniversary B-side collection - M-8・11